# ジョージ・ワシントン・ゲイル・フェリス・ジュニア

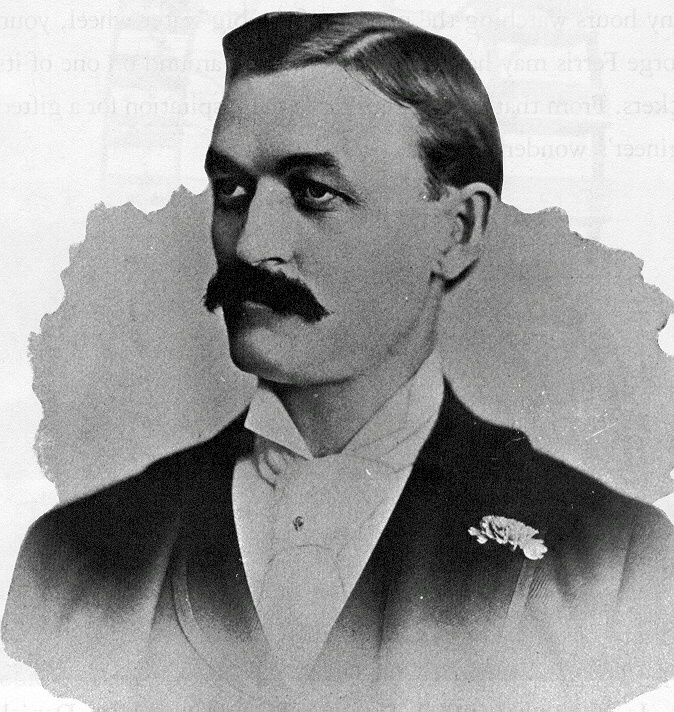
George Washington Gale Ferris

ジョージ・ワシントン・ゲイル・フェリス・ジュニア（George Washington Gale Ferris, Jr.、1859年2月14日 - 1896年11月22日）は、アメリカ合衆国の技師であり、現在普及している機械式の観覧車の発明者である。
イリノイ州ゲイルズバーグ生まれ。彼は1881年にレンセラー工科大学で、土木工学の学位を取った。その後、彼は鉄道業界に進む。橋梁の建設に興味を持ったためで、後にペンシルベニア州ピッツバーグでレールと橋、そして建築資材用金属の調査・検査を行うための企業であるG.W.G.Ferris社を設立した。

## 観覧車の発明者として
彼は現代の観覧車の発明者として、とても有名である。世界初の機械式の観覧車「フェリス・ホイール」は、1893年のシカゴ万国博覧会で建設された。1889年に行われたパリ万国博覧会のために建設されたエッフェル塔に対抗する試みだった。
観覧車は英語ではFerris Wheelというが、Ferrisは彼の名前に由来している。